# 市藜
市藜（学名：Chenopodium urbicum）为苋科藜属的植物。分布在欧洲以及中国大陆的新疆等地，生长于海拔700米的地区，多生在戈壁，目前尚未由人工引种栽培。

## 异名
- Chenopodium urbicum L. ssp. sinicum Kung et G. L. Chu